# Mundulea micrantha
Mundulea micrantha är en ärtväxtart som beskrevs av René Viguier. Mundulea micrantha ingår i släktet Mundulea och familjen ärtväxter. Inga underarter finns listade i Catalogue of Life.